# Araucosimus bullocki
Araucosimus bullocki är en tvåvingeart som beskrevs av Aldrich 1934. Araucosimus bullocki ingår i släktet Araucosimus och familjen parasitflugor. Inga underarter finns listade i Catalogue of Life.